# Bill Groman
William Frederick Groman (Tiffin, 17 luglio 1936 – Houston, 17 giugno 2020) è stato un giocatore di football americano statunitense che ha militato nel ruolo di wide receiver nell'American Football League (AFL), vincendo quattro campionati, il massimo della storia della lega.

## Carriera
Groman iniziò la sua carriera con gli Houston Oilers disputando una stagione di debutto senza precedenti per un ricevitore. Nella prima gara giocata (la prima di sempre anche per gli Oilers) ricevette 6 passaggi per 115 yard e un touchdown nella vittoria per 37–22 sugli Oakland Raiders. Quell'anno disputò 13 partite su 14, ricevendo 1.473 yard e 12 touchdown (più uno passato). Nella finale del campionato AFL, il 1º gennaio 1961, ricevette tre passaggi per 37 yard e un touchdown, con la sua marcatura che diede il vantaggio a Houston per 17-19. La partita terminò con una vittoria per 24-16  sui Los Angeles Chargers. Groman stabilì un record di yard ricevute per un rookie, quando la stagione era di sole 14 partite contro le 17 attuali. Tale primato resistette per 63 anni, prima di essere battuto da Puka Nacua il 7 gennaio 2024. Sporting News lo inserì nella formazione ideale della stagione. Assieme al compagno Charlie Hennigan, i due erano soprannominati "The Long-Distance Twins", con Groman che trasse beneficio dalla sua velocità che l'aveva reso una stella dell'atletica al college.
L'anno seguente Groman disputò 13 partite, ricevendo 50 passaggi per 1.175 yard (aumentando la sua media per ricezione da 20 a 23 yard) e guidò la lega con 17 touchdown su ricezione. Nella vittoriosa finale di campionato ricevette 3 passaggi per 32 yard. La sua carriera tuttavia fu accorciata da un infortunio subito in quella partita: durante una ricezione fu placcato dal difensore Claude Gibson infortunandosi a un ginocchio. Nel corso delle successive quattro stagioni giocò con due legamenti rotti ma non fu più lo stesso. Quella partita fu anche la sua ultima partita nei playoff.
Nel 1962 Groman partì come titolare in sei partite, ricevendo 21 passaggi per 328 yard e 3 touchdown. Fu scambiato con i Denver Broncos nel 1963 dove giocò solo cinque partite, raccogliendo 27 passaggi per 437 yard e 3 touchdown. Nel 1964 e 1965 giocò per i Buffalo Bills dove vinse altri due titoli, anche se ebbe solo quattro ricezioni per 68 yard in 10 gare totali con la squadra. In sei stagioni totalizzò 3.481 yard ricevute (2.008 nei cinque anni dopo la sua stagione da rookie), 36 touchdown e 174 ricezioni. I suoi 29 touchdown nelle prime due stagioni sono ancora un primato imbattuto.

## Palmarès

### Franchigia
- Campionati AFL : 4

Houston Oilers: 1960, 1961
Buffalo Bills: 1964, 1965

### Individuale
- Formazione ideale della AFL: 1

1960
- Leader della AFL in yard ricevute: 1

1960
- Leader della AFL in touchdown su ricezione: 1

1961